# 자폐성 장애인 사회참여
자폐성 장애인 사회참여는 자폐 스펙트럼 장애가 있는 사람이 살아가면서 사회화, 교육과 취업, 문화의 향유, 정치 참여와 같은 사회 여러 분야에 참여하는 것을 말한다.
자폐성 장애인 사회참여는 여러가지 문제들로 인해 통계자료가 부족한 상황이다. 자폐 스펙트럼 장애가 갖는 특성으로 인해 장애 판별이 어려운 경우가 많고 자폐성 장애인 스스로가 성인이 되면서 사회적 압력과 생계유지 문제로 인해 자신의 장애를 숨기게 되기 때문에 어떤 경우엔 노년에 이르러서야 자폐성 장애를 확인하게 되기도 하는 것이 한 가지 이유이다. 제도면에서도 대한민국과 같이 단일한 하나의 장애만 등록하도록 하는 경우 복합적인 장애가 있는 사람은 그 가운데 가장 두드러진 장애만을 등록하게 되는 경우가 많아 산입 오류가 생긴다.
이러한 통계적 한계를 감안하고 보면 자폐성 장애인의 사회 참여에 대한 통계는 종종 지적장애인과 함께 발달장애인이란 이름으로 한데 묶여 작성된다. 대한민국 보건복지부의 2021년 발달장애인 실태조사 결과에 따르면, 1년 간 발달장애인의 외출빈도는 거의 매일 외출을 한 경우가 54.1%, 일주일에 1~3번이 25.3%, 한 달에 1~3번이 13.0%, 거의 외출하지 않았는 경우가 7.6% 순으로 확인되어 사회와 접촉할 기회 자체가 부족함을 알 수 있다. 2011년 특수교육을 받은 자폐성 장애 청소년을 대상으로 한 미국의 조사에서도 학교 밖에 친구가 전혀 없는 경우가 43.3%, 친구와 전혀 연락을 주고 받지 않는 경우가 54.4%, 어떠한 사회활동에도 참여하지 못하는 경우가 50.4%로 나타나 자폐성 장애인이 사회 참여에 대한 경험 자체가 부족함을 보였다. 한편 자폐인 대상 학교폭력의 경우와 같이 사회적 혐오와 편견으로 인한 폭력을 경험하면 자폐성 장애인 스스로가 등교 거부, 전학 요구, 사회적 관계 기술 등의 퇴보와 같은 일을 겪게 된다.

## 직업
장애인들이 사회에서 받는 차별과 소외의 대표적인 예가 고용에서의 차별이다. 이를 극복하기 위하여 독일·영국·일본·대한민국 등은 장애인 고용 의무 규정을 둔다. 대한민국의 경우, 장애인 고용에 대하여 장애인고용촉진 및 직업재활법으로 공공분야는 3.6%를, 민간분야는 3.1%를 고용하도록 되어 있고, 2023년 기준 평균 3.17% 정도의 고용률을 보임을 확인했지만,기업들은 장애인 고용 의무를 대신하는 장애인고용부담금을 내는 것으로 장애인 고용의무를 이행하지 않는다. 2023년 기준으로 장애인 고용 의무를 이행하지 않은 것으로 대한민국 정부에 의해 판정된 곳은 공공기관 20개소, 민간기업 428개소로 확인되었다.
그 외에도 장애인 고용 의무 규정 강화로 인한 장애인 고용 통계 조작을 벌이는 사례가 2018년 일본에서 벌어진 적이 있으며, 반대로 독일 등 장애인에 대한 평등하고 합리적인 고용 지원 정책을 수립하는 국가가 존재하기도 한다. 아주 이례적인 사례로 독일에 본사를 분 소프트웨어 회사 어티콘은 자폐성 장애인만 고용하고 있다. 2013년 어티콘을 창업한 게리 베노이스트는 자신의 두 자녀가 자폐성 장애로 취업이 막히자 자폐성 장애인도 훌륭한 성과를 낼 수 있다는 것을 보이기 위해 회사를 세웠다. 《뉴로트라이브》의 저자 스티브 실버만은 채용 면접에서 요구되는 여러 가지 태도가 자폐성 장애인에게 크게 불리하게 작용하며 직장 생활의 경쟁적 상황에도 적응하기 어렵다고 지적한다.

## 문화
자폐성 장애인은 작가, 화가 등의 다양한 문화 영역에서도 활동하고 있다. 직접 그린 영화 포스터 그림을 명대사와 엮어 달력을 제작한 사례가 있다.

## 정치
현재 자폐권리운동과 관련해 일부의 시민 차원의 정치활동이 이루어지고 있으나 자폐인의 정치 참여는 제한적인 상태이다.
그러나 자폐인의 정치 참여 사례가 아주 없는 것만은 아니다. 스코틀랜드의 경우 자폐인인 로나 슬레이터가 녹색기술 순환경제 생물다양성장관으로 임명되어 활동한 바 있었으나, 그녀의 자폐스러운 지원요구가 정치적으로 비난받기도 하였다. 현재 슬레이터는 스코틀랜드 녹색당 공동대표로서 스코틀랜드 전국구 국회의원으로 활동하고 있다.

## 같이 보기
- 자폐 권리 운동
- 장애인 인권